# Густав II Адольф
Гу́став II Адольф (швед. Gustav II Adolf, лат. Gustavus Adolphus; 9 декабря [19 декабря] 1594, Стокгольм, Швеция — 6 ноября [16 ноября] 1632, Лютцен, близ Лейпцига) — король Швеции (1611—1632), сын Карла IX и Кристины Гольштейн-Готторпской. Имел прозвища «Лев Севера» и «Снежный король».
Его двадцатилетнее царствование является одной из наиболее блестящих страниц в истории Швеции; немаловажно было его значение и во всемирной истории. Карл IX посвятил много забот и труда наилучшему воспитанию Густава и достиг, чего желал. Густав был одним из наиболее образованных правителей своего времени; свободно говорил на немецком, нидерландском, французском, итальянском и латинском; понимал русский и польский языки. Из наук охотнее всего Густав занимался математикой и историей. Густав также увлекался фехтованием и верховой ездой. С 11-летнего возраста Густав уже присутствовал на сеймах и в советах своего отца, при приёмах иностранных послов. Два человека имели большое влияние на молодого Густава — Юхан Шютте и Аксель Оксеншерна. Последнего Густав в начале своего царствования назначил канцлером и сохранил к нему искреннюю дружбу и привязанность до самой смерти.
Густав ІІ Адольф использовал девиз Gott mit uns (с нем. С нами Бог) в Тридцатилетней войне на своих королевских штандартах.

## Правление
Вступив на престол, Густав Адольф унаследовал от отца враждебные отношения с аристократией и три войны — с Данией, Россией и Польшей. Аристократию Густав склонил на свою сторону, даровав ей многие привилегии и обещав согласовывать свои действия с сеймом. Датскую (Кальмарскую) войну король окончил в 1613 году миром в Кнерёде. Датчане желали сохранить за собой крепость Эльвсборг; Густав выкупил её для Швеции за миллион риксдалеров.
Разногласия между Швецией и Россией возникли ещё при Карле IX. Русско-шведская война, имевшая целью оттеснить русских от Балтийского моря и посадить на вакантный русский трон шведского королевича Карла Филиппа, началась в 1611 году. Ряд успехов, таких как взятие Новгорода и других городов, сменился неудачной осадой Тихвина и ещё более тяжёлым поражением при осаде Пскова, которую возглавлял лично Густав II Адольф. Война окончилась в 1617 году Столбовским миром, по которому шведы получили Ям, Ивангород, Копорье, Нотебург и Кексгольм. Густав Адольф радовался достигнутым результатам и сказал перед сеймом: «теперь русские отделены от нас озёрами, реками и болотами, через которые им не так-то легко будет проникнуть к нам».
По окончании русской войны всё внимание Густава было обращено на Польшу; началась продолжительная династическая борьба, имевшая и общеевропейское значение (как борьба католицизма с протестантством). Польская война была «прелюдией к войне с Габсбургским домом». До 1618 года война велась на польской территории. В 1621 году, после двухлетнего перемирия, шведы взяли Ригу (после чего, 25 сентября 1621 года, город получил Привилегии Густава II Адольфа) и перенесли войну в Курляндию. Новое перемирие, до 1625 года, Густав посвятил внутренней деятельности, преобразовал войско и флот. Польский полководец Станислав Конецпольский дважды разбил Густава Адольфа, под Гомерштейном (1627) и Тшцяной (1629). В 1626 году началась так называемая прусская война. Англия, Франция и Нидерланды, желая привлечь Густава к участию в немецкой войне, предлагали своё посредничество в примирении его с Польшей. Последней помогала Австрия.
В это время Густав начал активно строить флот. 10 августа 1628 года был спущен на воду галеон «Ваза» — один из самых больших и дорогих кораблей того времени, который, впрочем, затонул в гавани Стокгольма при первом же плавании. В 1629 году в городе Альтмарк вблизи Данцига было заключено 6-летнее перемирие между Польшей и Швецией: Густав удержал за собой Ливонию, а в Пруссии — города Элбинг, Браунсберг, Пиллау и Мемель. При этом Швеция потеряла все свои приобретения в Померании, проиграв полякам.

## Тридцатилетняя война

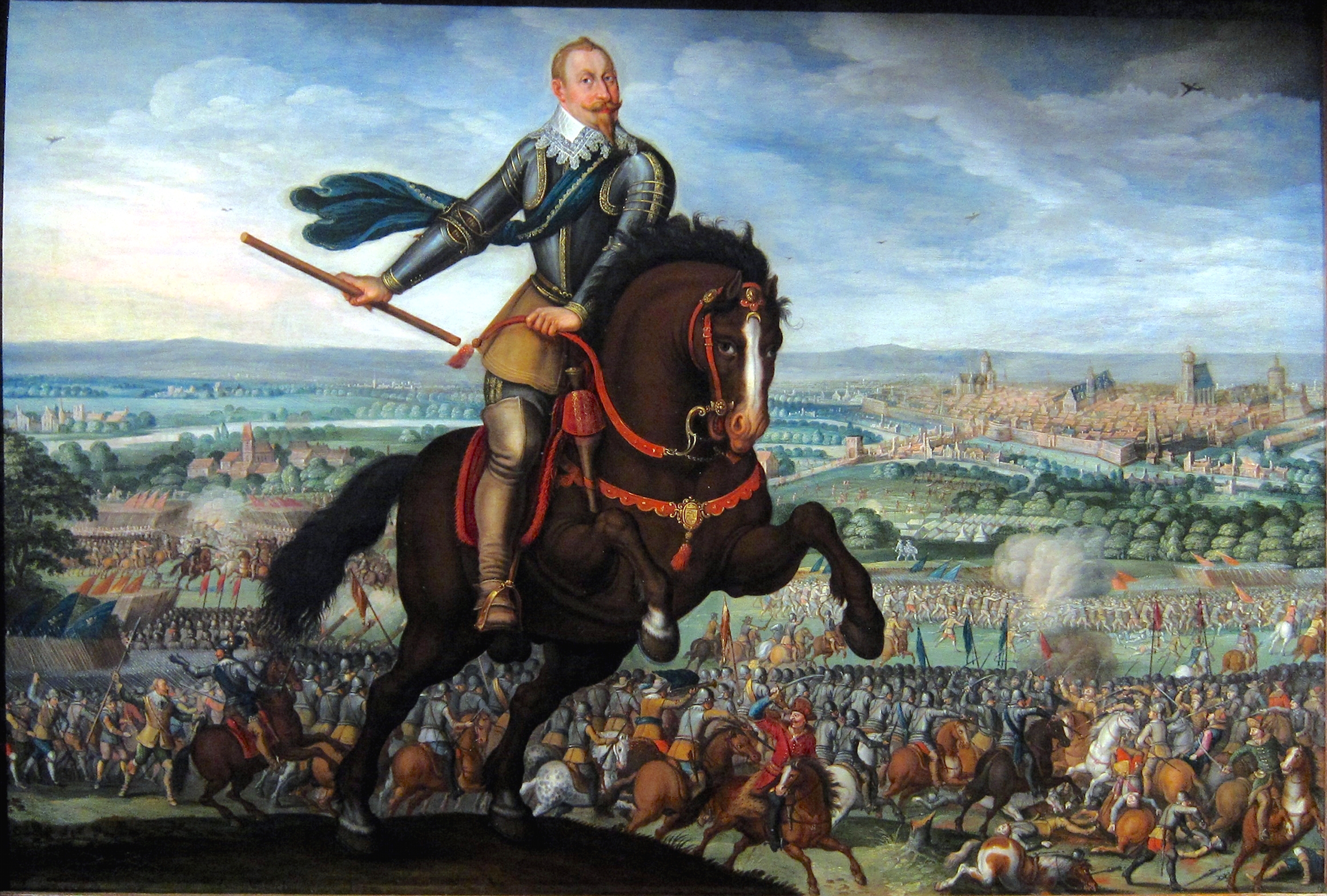
Шведский король Густав Адольф на поле сражения при Брейтенфельде

В 1630 году Густав Адольф вступил в Тридцатилетнюю войну. Причины, побудившие его вмешаться в общеевропейскую распрю, были политическими и религиозными. Заметив стремление Фердинанда II утвердиться на Балтийском море и опасаясь, как бы Фердинанд, достигнув этого, не помог Сигизмунду III овладеть шведским престолом, Густав Адольф оказал содействие Штральзунду. Победа католиков над протестантами несомненно грозила и протестантской Швеции. К второстепенным причинам следует отнести перехват императором писем Густава Адольфа, умаление его титула, недопущение шведов на Любекский конгресс, помощь Польше. И политические, и религиозные причины были так тесно связаны, что отделить одни от других невозможно. Тем не менее, «приходится признать, что шведский король стал одним из самых последовательных защитников религиозных интересов протестантских сословий — тревога за судьбы евангелического вероисповедания в соседней Германии играла существенную роль в его выступлении».
В Германии Густав сражался против лучших полководцев того времени — с Тилли при Брейтенфельде (7—17 сент. 1631) и с Валленштейном у Лютцена.
Густав Адольф был убит в битве при Лютцене 6 ноября 1632 года в момент, когда в тумане, раненный в руку при атаке своей кавалерии, отстал с небольшим эскортом от своих войск и был застрелен наткнувшимися на него имперскими кирасирами.

## Семья
Король был женат на Марии Элеоноре Бранденбургской и имел двух дочерей:
- Кристина Августа (1623—1624), принцесса
- Кристина (1626—1689), которая после смерти отца в шестилетнем возрасте заняла шведский престол, потомков не оставила.

Кроме того, у Густава был внебрачный сын от голландки Маргареты Слотс, Густав Густавсон Вазаборгский, граф Нюстадский (1616—1653). Мужская линия Вазаборгов пресеклась в 1754 году на его внуке, а взявший после них по женской линии фамилию «Вазабург» немецкий род графов Штраленгеймов — в 1872 году.

## Итоги

2 кроны 1932 года — шведская памятная монета, отчеканенная по поводу 300-летия гибели Густава II Адольфа в битве при Лютцене

Несмотря на свою недолгую жизнь, Густав Адольф оставил глубокий след в истории военного искусства как организатор армии и полководец. Он проявил себя хорошим тактиком и стал военным реформатором, изменив существующие методы ведения войны. Его царствование стало важной страницей в истории шведов. В ходе Тридцатилетней войны король укрепил влияние Швеции на остальную Европу, дал стране новый импульс к прогрессу. Он поднял народный дух шведов и поставил Швецию в один ряд с ведущими державами. Сейм при Густаве Адольфе стал постоянным учреждением.
Король упростил податную систему, завязал торговые отношения с Россией, Нидерландами, Испанией и Францией, восстановил Уппсальский университет, учреждал школы. В последний год жизни Густав основал Дерптский университет.
В 1632 году в Ингерманландии на правом берегу Охты, напротив крепости, по приказу короля был основан торговый город Ниен (Ниенштадт).
Король также оставил ряд трудов исторического содержания и многочисленные письма (изд. Стюффе в 1861 году).

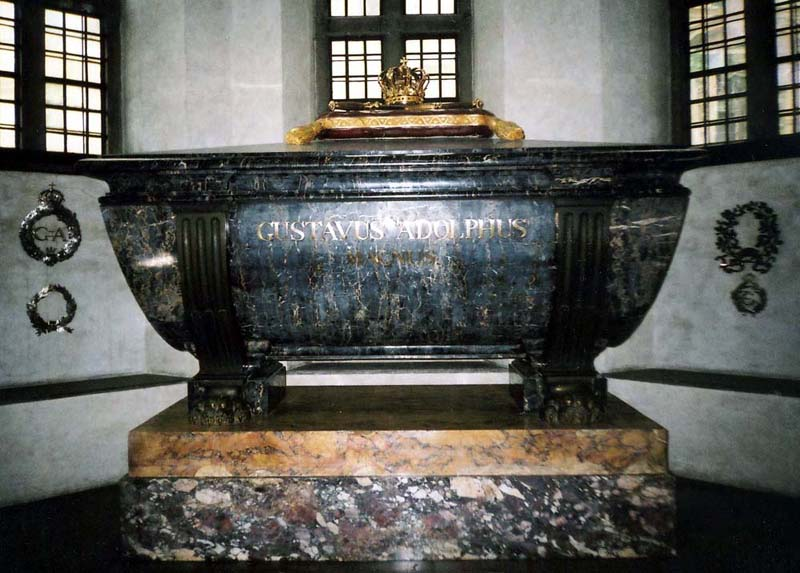
Могила короля Густава II Адольфа (1594—1632), на первом этаже Густавианской часовни в церкви Риддархольмена, Стокгольм, Швеция

## Интересные факты
- Прозвище «Снежный король» (по аналогии с «Зимним королём» Фридрихом V), получил от императора Фердинанда II, самодовольно заявившего, что «снежный король, угрожающий его стране, растает под лучами императорского солнца»[1].
- Любимыми авторами Густава были Ксенофонт и Сенека.
- Наполеон ставил Густава Адольфа в один ряд с великими полководцами древности.
- Густаву Адольфу посвящена песня шведской хэви-пауэр-метал группы Sabaton «The Lion From the North».
- Шведская викинг-рок группа Ultima Thule посвятила Густаву II Адольфу альбом «Lejonet Från Norden» с заглавной одноимённой песней.

## Память
- В 1920 году почта Швеции выпустила почтовую марку с портретом Густава II Адольфа.
- В 1994 году почта Эстонии выпустила почтовую марку в честь Густава II Адольфа.
- Памятники Густаву II Адольфу установлены в городах Стокгольм (Швеция) и Тарту (Эстония)
- В 2012 году вышло DLC к видеоигре жанра стратегия Sid Meier’s Civilization V, под названием Sid Meier’s Civilization V Gods & Kings, в котором Густав II Адольф предстаёт в качестве правителя Швеции.
- В 2012 году группа Sabaton выпустила альбом Carolus Rex, в состав которого вошла песня «The Lion from the North», посвящённая Густаву II Адольфу.